# 口音 (社會語言學)
口音是一种有群体特色的发音方式。对于一些口音更为细节的音韵学解释，请见有关条目。

## 类型
大多数口音一般以地理位置区分，也有一些口音以阶级区分，例如英国英语的伦敦东区口音（Cockney）则通常是当地无产阶级工人的口音，而王室成员则用标准英音（Received Pronunciation）。

## 和“方言”的区别
大部分情况下“口音”和“方言”的区分不严格和差异不明显。

### 方言
地方性语言，用于一个地方，是一个地区的本地居民交流用的语言

### 口音
一般是指基于标准语、有群体特色的发音，通常不是一个地区的本地居民的交流方式

## 形成原因
由于受教育程度、社会环境、个人语言水平和语言学习兴趣等不同的因素，人们往往会有不同的口音。

### 错误发音
大多数口音是由于“错误的”、有违语言规范的发音形成的，这些错误发音主要受到母语影响。举例而言：
南方中国人将声母 n  读作 l 。
日本人说英语经常把 r  读作 [ɻ]。

## 標準音
很多国家的標準音是根據某個地方（往往是首都）的发音來制定，所以使用標準音通常会被認為是“無口音”，而“有口音”通常是指使用與標準音有一定分別的發音。

### 普通话
根据中国《宪法》第十九条：
国家推广全国通用的普通话
因此普通话是中华人民共和国的标准发音，而与普通话有区别的被视为“非标准普通话”、少数民族语言或方言。
| 口音     | 描述                                                           |
| -------- | -------------------------------------------------------------- |
| 广东口音 | 不发卷舌音（翘舌音），zh ch sh 通读 z c s，施 shī → sī         |
| 台湾口音 | 台湾使用中华民国国语，和大陆的普通话标准大同小异但仍然特征明显 |
| 东北口音 | “人”常读作“银”                                                 |

#### 北京口音
北京口音常被视为一种口音。尽管北京方言和标准普通话在语音上差别不大，但仍有一些特征，比如有较多的儿化音，“您这儿北京话儿说的真地道儿！”。

#### 蓝青官话
蓝青官话不是一个地方的官话，而是指不标准的官话。“蓝青”指不纯洁。

### 英语
最著名英语的口音比如有考克尼、印度、俄罗斯、日本、韩国等，因为这些口音最有特色和最难被标准英语使用者明白。

## 口音歧视
一些地区由于经济水平较差或者存在集体负面印象（例如河南人，见对河南的地域歧视），存在这些口音可能会被歧视或嘲笑，而且在很多地方人们往往认为有口音文化底下和低素质的特征。另外，由于口音可能会影响理解，妨碍人们交流。

## 引注
1. ↑  . www.zdic.net.   [2024-10-22] （中文（中国大陆））.

## 外部連結
- Sounds Familiar?（页面存档备份，存于） — Listen to regional accents and dialects of the UK on the British Library's 'Sounds Familiar' website
- 'Hover & Hear' accents of English from around the World（页面存档备份，存于）, and compare them side by side.
- Wells Accents and Spelling（页面存档备份，存于）
- I don't have an accent!（页面存档备份，存于） by Karen Stollznow
- FAQ about Accents